# Тяпчанська сільська рада
| Тяпчанська сільська рада — орган місцевого самоврядування у Долинському районі Івано-Франківської області з адміністративним центром у с. Тяпче. Утворена 13 березня 1992 року. Водоймища на території, підпорядкованій даній раді: річка Свіча. Сільській раді підпорядковані населені пункти: - с. Тяпче |

## Склад ради
Рада складається з 16 депутатів та голови.

### Керівний склад ради
| ПІБ                   | Основні відомості                                                                                        | Дата обрання | Дата звільнення |
| --------------------- | --- | ------------ | --------------- |
| Гаращак Василь Якович | Сільський голова, 1950 року народження, освіта, безпартійний                                             | 26.03.2006   | 31.10.2010      |
| Щеглюк Юрій Іванович  | Сільський голова, 1944 року народження, освіта середня загальна, член Конгресу Українських Націоналістів | 31.10.2010   |                 |

Примітка: таблиця складена за даними джерела